# Чемпионат Казахстана по хоккею с шайбой
Чемпионат Республики Казахстан по хоккею
Начиная с 2020 года переименован в Pro Hokei Ligasy. Действующим чемпионом является  Арлан (Кокшетау) .

## Команды
| Команда       | Город            | Арена                             | Основан | Главный тренер     | Капитан              |
| ------------- | ---------------- | --------------------------------- | ------- | ------------------ | -------------------- |
| Актобе        | Актобе           | ЛД «Актобе» (2500)                | 2019    | Михаил Шанцевой    | Сергей Егоров        |
| Алматы        | Алматы           | «Алматы Арена» (12500)            | 2010    | Владимир Князев    | Всеволод Яхонт       |
| Алтай-Торпедо | Усть-Каменогорск | ДС им. Бориса Александрова (4400) | 2016    | Виктор Богатырёв   | Максим Худяков       |
| Арлан         | Кокшетау         | ДС «Бурабай» (1500)               | 2009    | Сергей Бердников   | Владислав Колесников |
| Бейбарыс      | Атырау           | ЛД им. Хиуаз Доспановой (1000)    | 2009    | Артем Аргоков      | Евгений Дерябин      |
| Горняк        | Рудный           | Ледовый Дворец Спорта (1050)      | 2001    | Сергей Невструев   | Алексей Коптяев      |
| Иртыш         | Павлодар         | ЛД «Астана» (2800)                | 2009    | Владимир Клинга    | Виталий Жиляков      |
| Кулагер       | Петропавловск    | ДС Александр Винокуров (1000)     | 2015    | Александр Троицкий | Ильгиз Нуриев        |
| Номад         | Астана           | ДС «Казахстан» (5532)             | 2007    | Александр Высоцкий | Мадияр Ибрайбеков    |
| Сарыарка      | Караганда        | Караганды-Арена (5500)            | 2006    | Перетис Скудра     | Эдгарс Сиксна        |
| Снежные Барсы | Астана           | Барыс Арена (11625)               | 2011    | Александр Истомин  | Олег Бойко           |
| Темиртау      | Темиртау         | ЛД «Муз Айдыны» (2600)            | 2015    | Роман Козлов       | Евгений Лызин        |
| Торпедо       | Усть-Каменогорск | ДС им. Бориса Александрова (4400) | 1955    | Олег Болякин       | Александр Угольников |
| Хумо          | Ташкент          | Хумо Арена (12500)                | 2018    | Евгений Попихин    | Игорь Игнатушкин     |

## Титулованные клубы
| N | Чемпионы             | Т  | Сезоны |
| - | -------------------- | -- | --- |
| 1 | Торпедо (Усть-К.)    | 13 | 1992/1993, 1993/1994, 1994/1995, 1995/1996, 1996/1997, 1997/1998, 1999/2000, 2000/2001, 2001/2002, 2002/2003, 2003/2004, 2004/2005, 2006/2007 |
| 2 | Бейбарыс (Атырау)    | 4  | 2010/2011, 2011/2012, 2015/2016, 2018/2019 |
| 3 | Иртыш (Павлодар)     | 3  | 2012/2013, 2013/2014, 2014/2015 |
| 4 | Сарыарка (Караганда) | 3  | 2009/2010, 2020/2021, 2021/2022 |
| 5 | Арлан (Кокшетау)     | 3  | 2017/2018, 2023/2024, 2024/2025 |
| 6 | Барыс (Астана)       | 2  | 2007/2008, 2008/2009 |
| 7 | Номад (Астана)       | 2  | 2016/2017, 2022/2023 |
| 8 | Казахмыс (Сатпаев)   | 1  | 2005/2006 |
| 9 | Болат (Темиртау)     | 1  | 1998/1999 |

## Обладатели Кубка Казахстана
| N  | Клубы                        | Обладатель                        | Финалист                    |
| -- | ---------------------------- | --------------------------------- | --------------------------- |
| 1  | «Торпедо» (Усть-Каменогорск) | (4 рекорд) 2002, 2003, 2004, 2007 | (3 рекорд) 2005, 2006, 2020 |
| 2  | «Сарыарка» (Караганда)       | 2020, 2021, 2022                  | (3 рекорд) 2008, 2010, 2011 |
| 3  | «Арлан» (Кокшетау)           | 2012, 2013, 2024                  | (3 рекорд) 2014, 2022, 2023 |
| 4  | «Казахмыс» (Сатпаев)         | 2005, 2006, 2008                  | 2004                        |
| 5  | «Кулагер» (Петропавловск)    | 2016, 2017                        | 2019                        |
| 6  | Горняк (Рудный)              | 2010, 2015                        | 2024                        |
| 7  | «Алтай-Торпедо»              | 2018, 2019                        | ~                           |
| 8  | «Ертис» (Павлодар)           | 2014                              | (3 рекорд) 2013, 2016, 2018 |
| 9  | «Темиртау»                   | 2011                              | ~                           |
| 10 | «Хумо»                       | 2023                              | ~                           |
| 11 | «Бейбарыс» (Атырау)          | ~                                 | 2012, 2017                  |
| 12 | «Барыс» (Астана)             | ~                                 | 2007                        |
| 13 | «Актобе»                     | ~                                 | 2021                        |

## История

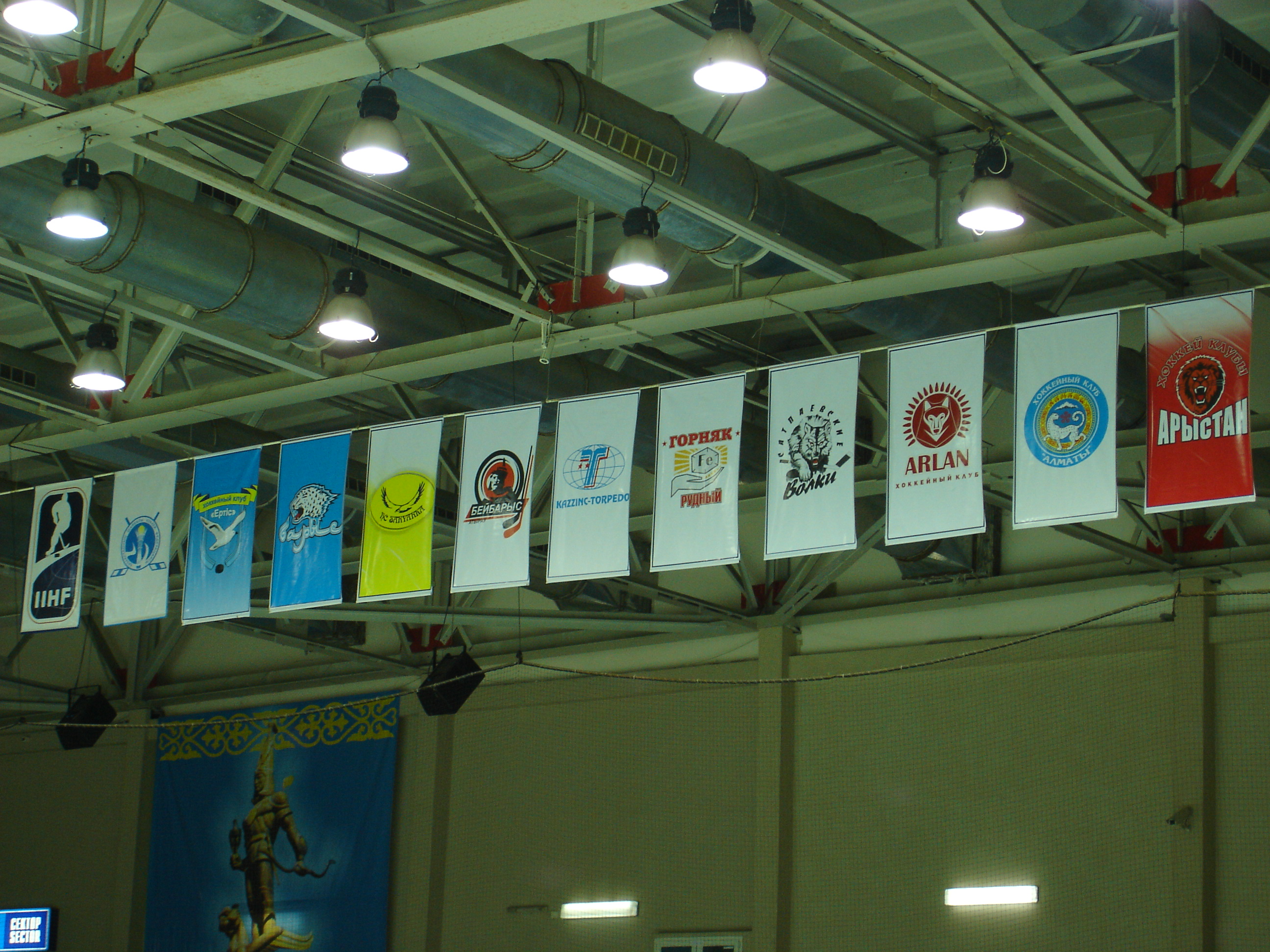
Флаги команд-участниц чемпионата. Павлодар, Павлодарская область, 24 сентября 2011 года. Матч команд «Ертіс», г. Павлодар и «Арыстан», г. Темиртау.

Первый независимый чемпионат Казахстана прошёл в сезоне 1992/1993 с участием 5 коллективов, одним из которых был новокузнецкий «Металлург» (выступавший только на первом этапе вне конкурса). Состоял первый чемпионат из трёх туров: первый прошёл в Караганде и Темиртау в августе 1992 года, второй — в январе 1993 года в Темиртау, третий — в Усть-Каменогорске. Победителем стало «Торпедо» (Усть-Каменогорск), удерживавшее звание чемпионов на протяжении 6 сезонов подряд. Победная серия могла быть больше, но в сезоне 1998/1999 команда участия не принимала, и чемпионат выиграл «Булат» Темиртау.
Со следующего сезона началась новая победная серия «Торпедо» (переименованного в 2000 году в «Казцинк-Торпедо»), составившая 6 сезонов. Продлить её усть-каменогорцам в 2006 году помешал карагандинский «Казахмыс». Всё решили очные поединки, где «волки» были сильнее — 4:0 и 6:3 на своем льду, 1:1 и 2:3 на площадке соперника. Но на следующий год торпедовцы уже в 13-й раз завоевали звание чемпионов Казахстана.
Чемпионат 2007/2008 прошёл в два этапа. К командам, занявшим три первых места на первом этапе в финальной части, примкнули «Казцинк-Торпедо», «Барыс» (Астана) и «Казахмыс» (переехавший к тому времени из Караганды в Сатпаев), которые выступали в течение сезона в Высшей лиге российского первенства. Готовящийся к переходу в КХЛ столичный «Барыс» впервые стал чемпионом на льду усть-каменогорского Дворца спорта, одержав победы во всех пяти матчах (одну по буллитам).
Сезон 2008/2009 также планировался в два этапа по формуле предыдущего года. Но первый этап так и остался незавершённым и было принято решение провести финальную «пульку» в конце марта в Павлодаре. Апогеем финального турнира стала решающая игра между «Барысом» и «Казцинком-Торпедо». В упорной борьбе победу по буллитам одержали астанинцы.

### 2009—2010
В сезоне 2009—2010 гг. впервые в истории чемпион выявлялся в серии плей-офф. Победителем этого сезона стала «Сарыарка» из Караганды. В этом чемпионате был установлен новый рекорд результативности бомбардиров за сезон. Нападающий «Бейбарыса» Михаил Паньшин в 63 матчах чемпионата (1-й этап и плей-офф) набрал 69 очков (31+38). В турнир вошёл новый клуб «Арлан» из Кокшетау.

### 2010—2011
В финальной серии сезона 2010—2011 гг. «Бейбарыс» не оставил шансов дублю «Барыса», выиграв 4:0 (2:1, 2:1, 1:0, 4:1).
Пришли 2 новых клуба — «Алматы» и «Арыстан» из Темиртау.

### С 2015
Перед началом сезона, произошли следующие изменения:
- Был создан новый клуб — «Кулагер» из Петропавловска.
- Вместо расформированных клубов «Арыстан» и «Беркут», был заявлен клуб «Темиртау», который стал фарм-клубом «Сарыарки» из ВХЛ.
- Клуб из Усть-Каменогорска поменял своё название с «Казцинк-Торпедо-2» на ШКО Усть-Каменогорск.

Сезон 2020/2021. В связи с пандемией коронавируса, границы Казахстана были закрыты. Казахстанские хоккейные клубы Сарыарка, Торпедо, Номад, Снежные Барсы, выступающие в международных соревнованиях ВХЛ и МХЛ, не могли беспрепятственно покидать и возвращаться в страну. В связи с этим, клубы были обязаны продолжить свое выступление в Pro Hokei Ligasy
В 2025 году Хоккейная лига Казахстана оказалась в центре внимания из‑за серии антикоррупционных расследований. Агентство по противодействию коррупции (Антикор) сообщило о проверках использования бюджетных средств, выделенных на поддержку клубов и инфраструктуры.
Основные претензии касались завышенных контрактов иностранных игроков (легионеров), непрозрачных схем распределения субсидий через акиматы, завышенной стоимости услуг по содержанию арен и хоккейных баз. Несколько должностных лиц региональных спортивных управлений были временно отстранены, а по отдельным делам возбуждены уголовные производства.
В том же году вступил в силу закон, запрещающий финансировать контракты иностранных игроков за счёт государственного бюджета. Этот шаг был представлен как часть антикоррупционной программы и направлен на снижение неэффективных расходов.
Был ужесточён лимит на легионеров — клубам разрешили иметь не более пяти иностранных игроков в составе, чтобы исключить попытки обходить новый запрет через частичные схемы оплаты контрактов.

## Таблица призёров
| N  | Сезон      | -место · Чемпион | -место · Финалист | -место · Бронза |
| -- | ---------- | --- | --- | --- |
| 1  | 1992/1993  | «Торпедо» (Усть-Каменогорск) (1) | «Казахмыс» (Караганда) | «Булат» (Темиртау) |
| 2  | 1993/1994  | «Торпедо» (Усть-Каменогорск) (2) | «Казахмыс» (Караганда) | «Булат» (Темиртау) |
| 3  | 1994/1995  | «Торпедо» (Усть-Каменогорск) (3) | «Булат» (Темиртау) | «Казахмыс» (Караганда) |
| 4  | 1995/ 1996 | «Торпедо» (Усть-Каменогорск) (4) | «Казахмыс» (Караганда) | «Торпедо-2» (Усть-Каменогорск) |
| 5  | 1996/ 1997 | «Торпедо» (Усть-Каменогорск) (5) | «Торпедо-2» (Усть-Каменогорск) | «Торпедо-1979» (Усть-Каменогорск) |
| 6  | 1997/ 1998 | «Торпедо» (Усть-Каменогорск) (6) | «Булат» (Темиртау) | «Торпедо-2» (Усть-Каменогорск) |
| 7  | 1998/ 1999 | «Булат» (Темиртау) (1) | «Казахмыс» (Караганда) | «Горняк» (Рудный) |
| 8  | 1999/ 2000 | «Торпедо» (Усть-Каменогорск) (7) | «Барыс» (Астана) | ЦСКА (Темиртау) |
| 9  | 2000/ 2001 | «Торпедо» (Усть-Каменогорск) (8) | «Барыс» (Астана) | ЦСКА (Темиртау) |
| 10 | 2001/ 2002 | «Торпедо» (Усть-Каменогорск) (9) | «Барыс» (Астана) | «Горняк» (Рудный) |
| 11 | 2002/ 2003 | «Торпедо» (Усть-Каменогорск) (10) | «Казахмыс» (Караганда) | «Енбек» (Алма-Ата) |
| 12 | 2003/ 2004 | «Торпедо» (Усть-Каменогорск) (11) | «Горняк» (Рудный) | «Казахмыс» (Караганда) |
| 13 | 2004/ 2005 | «Торпедо» (Усть-Каменогорск) (12) | «Казахмыс» (Караганда) | «Горняк» (Рудный) |
| 14 | 2005/ 2006 | «Казахмыс» (Караганда) (1) | «Торпедо» (Усть-Каменогорск) | «Горняк» (Рудный) |
| 15 | 2006/ 2007 | «Торпедо» (Усть-Каменогорск) (13) | «Казахмыс» (Сатпаев) | «Горняк» (Рудный) |
| 16 | 2007/ 2008 | «Барыс» (Астана) (1) | «Горняк» (Рудный) | «Торпедо» (Усть-Каменогорск) |
| 17 | 2008/ 2009 | «Барыс» (Астана) (2) | «Торпедо» (Усть-Каменогорск) | «Казахмыс» (Сатпаев) |
| 18 | 2009/2010  | «Сары-Арка» (Караганда) (1) | «Бейбарыс» (Атырау) | «Иртыш» |
| 19 | 2010/2011  | «Бейбарыс» (Атырау) (1) | «Номад» (Астана) | «Сары-Арка» (Караганда) |
| 20 | 2011/2012  | «Бейбарыс» (Атырау) (2) | «Иртыш» | «Сары-Арка» (Караганда) |
| 21 | 2012/2013  | «Иртыш» (1) | «Бейбарыс» (Атырау) | «Арлан» (Кокшетау) |
| 22 | 2013/2014  | «Иртыш» (2) | «Арлан» (Кокшетау) | «Арыстан» (Темиртау) |
| 23 | 2014/2015  | «Иртыш» (3) | «Арлан» (Кокшетау) | «Горняк» (Рудный) |
| 24 | 2015/2016  | «Бейбарыс» (Атырау) (3) | «Арлан» (Кокшетау) | «Кулагер» (Петропавловск) |
| 25 | 2016/2017  | «Номад» (Астана) (1) | «Темиртау» | «Арлан» (Кокшетау) |
| 26 | 2017/2018  | «Арлан» (Кокшетау) (1) | «Номад» (Астана) | «Бейбарыс» «Темиртау» |
| 27 | 2018/2019  | «Бейбарыс» (Атырау) (4) | «Номад» (Астана) | «Кулагер» «Арлан» |
| 28 | 2019/2020  | В связи с чрезвычайным положением в стране, которое было введено из-за ситуации с распространением коронавируса, чемпионат признан завершённым без определения победителя. | В связи с чрезвычайным положением в стране, которое было введено из-за ситуации с распространением коронавируса, чемпионат признан завершённым без определения победителя. | В связи с чрезвычайным положением в стране, которое было введено из-за ситуации с распространением коронавируса, чемпионат признан завершённым без определения победителя. |
| 29 | 2020/2021  | «Сары-Арка» (Караганда) (2) | «Арлан» (Кокшетау) | «Торпедо» (Усть-Каменогорск) / «Номад» (Астана) |
| 30 | 2021/2022  | «Сары-Арка» (Караганда) (3) | «Арлан» (Кокшетау) | «Бейбарыс» (Атырау) / «Номад» (Астана) |
| 31 | 2022/2023  | «Номад» (Астана) (2) | «Хумо» (Ташкент) | «Бейбарыс» (Атырау) / «Сары-Арка» (Караганда) |
| 32 | 2023/2024  | «Арлан» (Кокшетау) (2) | «Номад» (Астана) | «Сары-Арка» (Караганда) |
| 33 | 2024/2025  | «Арлан» (Кокшетау) (3) | «Торпедо» (Усть-Каменогорск) | «Сары-Арка» (Караганда) |